# Lorene Yarnell
Lorene Yarnell (* 21. März 1944 in Inglewood, Kalifornien; † 29. Juli 2010 in Sandefjord, Norwegen) war eine US-amerikanische Schauspielerin, Stepptänzerin und Pantomimin.

## Leben
Yarnell begann schon im Kindesalter mit dem Tanz und war mit 15 Jahren eine erstklassige Stepptänzerin. Sie trat als Tänzerin in Fernsehshows auf und traf bei den Dreharbeiten zur Fernsehproduktion Fol-de-Rol auf Robert Shields, einen von Marcel Marceau ausgebildeten Pantomimen. Yarnell folgte Shields nach San Francisco, wo beide 1972 heirateten. Während sie ihm das Tanzen beibrachte, erlernte sie von ihm die Kunst der Pantomime. Nach mehreren Jahren in San Francisco zog das Paar 1975 nach Los Angeles, wo sie zunächst Teil des Ensembles der Mac Davis Show und danach der Sonny and Cher Show wurden. Von CBS erhielten sie 1977 ihre eigene, gemeinsame Unterhaltungsshow, Shields and Yarnell. Die halbstündige Mischung aus Pantomime, Tanz und Sketchen wurde 1978 aufgrund schlechter Einschaltquoten eingestellt; die Sendung lief in direkter Konkurrenz zur erfolgreichen Sitcom Laverne & Shirley auf ABC. Im Anschluss traten beide neben weiteren Fernsehrollen auch mit eigenen Shows in Las Vegas und Reno auf.
1981 erhielten beide ihre eigene Broadwayshow, nach miserablen Kritiken wurde diese bereits nach der ersten Aufführung wieder abgesetzt. Mitte der 1980er Jahre wurde die Ehe geschieden. Yarnell hatte ihren letzten Filmauftritt 1987 als Roboter Dot Matrix in Mel Brooks’ Spaceballs. Sie betrieb zuletzt eine Tanzschule in Sandefjord, nachdem sie einen Norweger geheiratet und mit ihm in dessen Heimat gezogen war. Sie verstarb im Alter von 66 Jahren an den Folgen eines Herz-Aneurysmas.
Auch ihr Bruder Bruce Yarnell war im Showgeschäft als Schauspieler und Opernsänger tätig.

## Filmografie (Auswahl)
Film
- 1969: Sweet Charity
- 1987: Mel Brooks’ Spaceballs (Spaceballs)

Fernsehen
- 1969: What’s It All About, World?
- 1972: Fol-de-Rol
- 1972: Love, American Style
- 1976–1977: The Sonny and Cher Show
- 1977–1978: Shields and Yarnell
- 1978: Wonder Woman
- 1979: Zwei retten die Welt (The Wild Wild West Revisited)

## Broadway
- 1981: Broadway Follies